# Iterador (patrón de diseño)
En diseño de software, el patrón de diseño Iterador, define una interfaz que declara los métodos necesarios para acceder secuencialmente a un grupo de objetos de una colección. Algunos de los métodos que podemos definir en la interfaz Iterador son:
Primero(), Siguiente(), HayMas() y ElementoActual().
Este patrón de diseño permite recorrer una estructura de datos sin que sea necesario conocer la estructura interna de la misma.

## Propósito
El patrón Iterador es un mecanismo de acceso a los elementos que constituyen una estructura de datos para la utilización de estos sin exponer su estructura interna.

## Motivación
El patrón surge del deseo de acceder a los elementos de un contenedor de objetos (por ejemplo, una lista) sin exponer su representación interna.
Además, es posible que se necesite más de una forma de recorrer la estructura siendo para ello necesario crear modificaciones en la clase.
La solución que propone el patrón es añadir métodos que permitan recorrer la estructura sin referenciar explícitamente su representación. La responsabilidad del recorrido se traslada a un objeto iterador.
El problema de introducir este objeto iterador reside en que los clientes necesitan conocer la estructura para crear el iterador apropiado.
Esto se soluciona generalizando los distintos iteradores en una abstracción y dotando a las estructuras de datos de un método de fabricación que cree un iterador concreto.

## Aplicabilidad
El patrón iterator permite el acceso al contenido de una estructura sin exponer su representación interna. Además diferentes iteradores pueden presentar diferentes tipos de recorrido sobre la estructura (recorrido de principio a fin, recorrido con saltos...). 
Por otro lado los iteradores no tienen por qué limitarse a recorrer la estructura, sino que podrían incorporar otro tipo de lógica (por ejemplo, filtrado de elementos). Es más, dados diferentes tipos de estructuras, el patrón iterador permite recorrerlas todas utilizando una interfaz común uniforme.

## Participantes
Las entidades participantes en el diseño propuesto por el patrón iterador son:
- Iterador (Iterator) define la interfaz para recorrer el agregado de elementos y acceder a ellos, de manera que el cliente no tenga que conocer los detalles y sea capaz de manejarlos de todos modos.

- Iterador Concreto (ConcreteIterator) implementa la interfaz propuesta por el Iterador. Es el que se encarga de mantener la posición actual en el recorrido de la estructura.

- Agregado (Aggregate) define la interfaz para el método de fabricación de iteradores.

- Agregado Concreto (ConcreteAggregate) implementa la estructura de datos y el método de fabricación de iteradores que crea un iterador específico para su estructura.

## Colaboraciones
Un iterador concreto es el encargado de guardar la posición actual dentro de la estructura de datos, interactuando con esta para calcular el siguiente elemento del recorrido.

## Consecuencias
El patrón Iterador permite por tanto diferentes tipos de recorrido de un agregado y varios recorridos simultáneos, simplificando la interfaz del agregado.

## Implementación
Para la creación del patrón iterador debe implementarse el control de la iteración (pudiendo ser un iterador externo que ofrece los métodos para que el cliente recorra la estructura paso a paso, o un iterador interno que ofrece un método de actuación sobre la estructura que, de manera transparente al cliente, la recorre aplicándose a todos sus elementos) y definirse el recorrido.
A mayores se podrían implementar operaciones adicionales en el iterador o definir la estructura de este de una manera más robusta ante cambios en la estructura.
Hay que tener especial cuidado en la implementación de iteradores con accesos privilegiados, iteradores para estructuras compuestas o iteradores nulos.
```
public
 
class
 
Vector2
 
{

    
public
 
int
[]
 
_datos
;

    
public
 
Vector2
(
int
 
valores
){
 

        
_datos
 
=
 
new
 
int
[
valores
]
;

        
for
 
(
int
 
i
 
=
 
0
;
 
i
 
<
 
_datos
.
length
;
 
i
++
){

            
_datos
[
i
]
 
=
 
0
;
 

        
}

    
}
    

    

    
public
 
int
 
getValor
(
int
 
pos
){
 

        
return
 
_datos
[
pos
]
;
 

    
}

    
public
 
void
 
setValor
(
int
 
pos
,
 
int
 
valor
){
 

        
_datos
[
pos
]
 
=
 
valor
;
 

    
}

    
public
 
int
 
dimension
(){
 

        
return
 
_datos
.
length
;
 

    
}

    

    
public
 
IteradorVector
 
iterador
(){

        
return
 
new
 
IteradorVector
(
this
);
 

    
}

}

```

Definición del iterador concreto.
```
public
 
class
 
IteradorVector
{

    
private
 
int
[]
 
_vector
;

    
private
 
int
 
_posicion
;

 	

    
public
 
IteradorVector
(
Vector2
 
vector
)
 
{

        
_vector
 
=
 
vector
.
_datos
;

        
_posicion
 
=
 
0
;

    
}

 	 	

    
public
 
boolean
 
hasNext
(){

        
if
 
(
_posicion
 
<
 
_vector
.
length
)
 

		 
return
 
true
;

	 
else

		 
return
 
false
;

    
}

    
public
 
Object
 
next
(){

	 
int
 
valor
 
=
 
_vector
[
_posicion
]
;

	 
_posicion
++
;

	 
return
 
valor
;

    
}

}

```

Ejemplo de uso
```
    
public
 
static
 
void
 
main
(
String
 
argv
[]
)
 
{

    	
Vector2
 
vector
 
=
 
new
 
Vector2
(
5
);

    	

    	
//Creación del iterador

    	
IteradorVector
 
iterador
 
=
 
vector
.
iterador
();

    	

    	
//Recorrido con el iterador

    	
while
 
(
iterador
.
hasNext
())

            
System
.
out
.
println
(
iterador
.
next
());
    	    	

    
}

```

En java ya existe una interfaz iterator que hace a las veces de abstracción. Todos los iteradores utilizados en sus librerías cumplen esta interfaz, lo que permite tratarlos a todos ellos de manera uniforme.
Hacer que nuestro IteradorVector implementase Iterator permitiría que fuese utilizado por otras librerías y programas de manera transparente.
- Datos: Q2142696